# Lowell Locks and Canals Historic District
Als Lowell Locks and Canals Historic District ist das System der Triebwasserkanäle der Stadt Lowell im Bundesstaat Massachusetts der Vereinigten Staaten seit 1976 im National Register of Historic Places eingetragen. Die Kanäle wurden vom Ende des 18. bis zur Mitte des 19. Jahrhunderts erbaut, um Schiffen einen Weg an Wasserfällen vorbei zu ermöglichen, Fabriken mit Wasserkraft zu versorgen und um Strom zu erzeugen. Seit 1977 ist der Bereich als National Historic Landmark District eingetragen.

## Bestandteile des Historic Districts
Der eingetragene Distrikt umfasst neben allen Kanälen des Systems, deren ältester 1796 und deren jüngster 1846 angelegt wurde, auch die daran angeschlossenen Produktionsstätten unterschiedlichster Unternehmen sowie die mit den Kanälen verbundenen wasserwirtschaftlichen Anlagen. Im Folgenden sind diese Bestandteile tabellarisch aufgeführt.

### Kanäle
| Baudatum  | Bezeichnung         | Bild | max. Breite     | max. Tiefe    | Länge                | Beschreibung |
| --------- | ------------------- | ---- | --------------- | ------------- | -------------------- | --- |
| 1796      | Pawtucket Canal ·   |      | 100 ft (30,5 m) | 8 ft (2,4 m)  | 7.850 ft (2.392,7 m) | Der Pawtucket Canal war der erste des heutigen Kanalsystems und diente zunächst als Schiffsumgehung der Wasserfälle Pawtucket Falls des Merrimack River. 1822 wurde er als Zulauf zum Merrimack Canal umgestaltet, der die Mühlen der Merrimack Manufacturing Company antrieb. Mit Hilfe einer Schleuse überwindet der rund 2,5 m tiefe Kanal einen Höhenunterschied von knapp 4 m, bevor er über eine weitere Schleuse mit dem Concord River verbunden ist. |
| 1822      | Merrimack Canal ·   |      | 50 ft (15,2 m)  | 10 ft (3 m)   | 2.580 ft (786,4 m)   | Dieser Kanal wurde speziell errichtet, um die Merrimack Manufacturing Company und die Lowell Manufacturing Company mit Wasserkraft zu versorgen, weshalb er an den Antriebsrädern über eine Fallhöhe von gut 9 m verfügte. |
| 1826      | Hamilton Canal ·    |      | 100 ft (30,5 m) | 10 ft (3 m)   | 1.936 ft (590,1 m)   | Der Kanal bezieht sein Wasser aus dem Pawtucket Canal und besitzt eine Fallhöhe von 4 m, um zwei angeschlossene Fabriken mit Wasserkraft zu versorgen. Er mündet danach wieder in den Pawtucket Canal. |
| 1828      | Lowell Canal        |      | 30 ft (9,1 m)   | 10 ft (3 m)   | 500 ft (152,4 m)     | Dieser Abschnitt diente ausschließlich der Versorgung der Lowell Manufacturing Company und erreichte über den Antriebsrädern eine Fallhöhe von 4 m. |
| 1831–1832 | Western Canal ·     |      | 55 ft (16,8 m)  | 9 ft (2,7 m)  | 4.964 ft (1.513 m)   | Der Western Canal diente mit einer Fallhöhe von 4 m der Wasserversorgung von drei Textilfabriken und verfügte zu Beginn über eine Schleuse, damit Schiffe die Produktionsgebäude erreichen konnten. Diese wurde jedoch in den 1840er Jahren verfüllt. Der Kanal wurde zunächst vom Pawtucket Canal gespeist und mündete in den Lawrence Canal, der über eine Fallhöhe von 5,5 m die Lawrence Mill versorgte und schließlich in den Merrimack River mündete. Mit dem Bau des Northern Canal 1847 wurde der obere Western Canal zu einem reinen Zufluss dieses neuen Abschnitts, ab 1848 lieferte er ebenfalls das Wasser für den Moody Street Feeder. |
| 1835      | Eastern Canal       |      | 65 ft (19,8 m)  | 8 ft (2,4 m)  | 2.037 ft (620,9 m)   | Der Eastern Canal wurde zur Versorgung von weiteren drei Fabriken errichtet. Er bezieht sein Wasser aus dem Pawtucket bzw. Merrimack Canal, erreicht über den Antriebsrädern eine Fallhöhe von 5 m und mündet in den Concord bzw. Merrimack River. |
| 1835      | Northern Canal ·    |      | 100 ft (30,5 m) | 21 ft (6,4 m) | 4.373 ft (1.332,9 m) | Der Northern Canal diente als weiterer Zulauf zum Pawtucket Canal. |
| 1835      | Moody Street Feeder |      | 30 ft (9,1 m)   | 10 ft (3 m)   | 1.418 ft (432,2 m)   | Der Moody Street Feeder wurde gemeinsam mit dem Northern Canal errichtet und leitete Wasser aus dem Western Canal in den Merrimack Canal, um zum einen den steigenden Bedarf der Merrimack Manufacturing Corporation zu decken und zum anderen dem Eastern Canal mehr Wasser zuzuführen. |
| 1846      | Boott Penstock      |      |                 |               |                      | Diese kurze Zuleitung diente dazu, zusätzliches Wasser aus dem Merrimack Canal in den Eastern Canal zu leiten. Sie wurde zwei Mal vergrößert. |

### Produktionsstätten

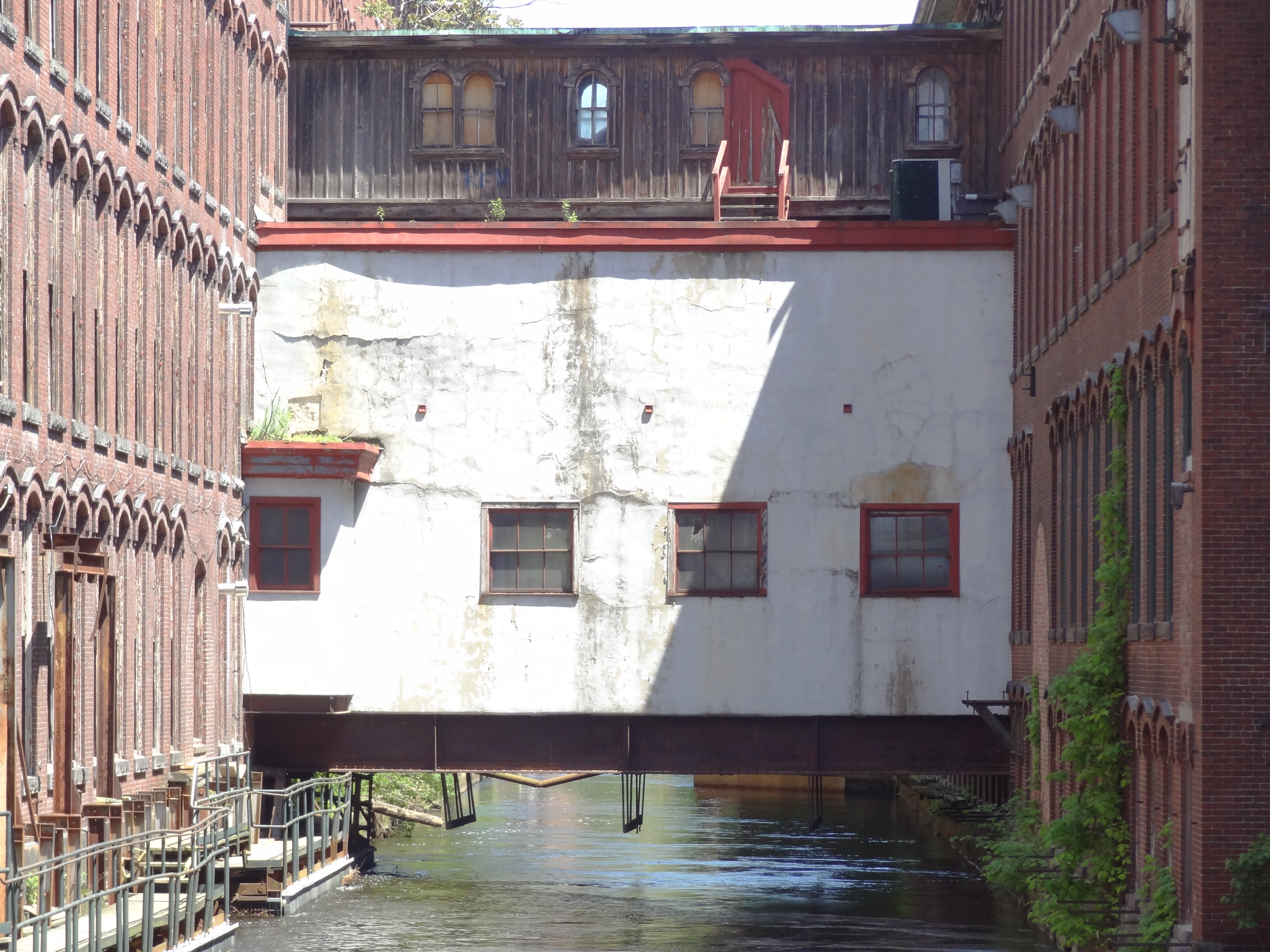
Verbindung zwischen zwei Gebäuden der Hamilton Manufacturing Company, 2012

#### Hamilton Manufacturing Company
Die Hamilton Manufacturing Company nahm 1826 als zweite große Textilfabrik in Lowell ihren Betrieb auf. Ihre Maschinen wurden vom Wasser des Hamilton Canal angetrieben und produzierten 1839 Stoffbahnen mit einer Gesamtlänge von 4.572 km. Im Jahr 1890 war die jährliche Produktionsmenge auf 36.576 km angestiegen. Nach dem Zweiten Weltkrieg wurde die Produktion eingestellt, und nur noch eines der ersten Gebäude ist erhalten. Die übrigen Gebäude auf dem Gelände stammen aus dem späten 19. und frühen 20. Jahrhundert.

#### Appleton Company
Das Unternehmen wurde 1828 gegründet und stellte Hemdenstoffe, Bettwäsche und Drillich her. 1839 stellte das Unternehmen Stoffbahnen mit einer Gesamtlänge von 4.572 km her und erreichte damit die Kapazität der Hamilton Manufacturing Company. 1890 betrug die Produktionsmenge mehr als 18.000 km. In den 1920er Jahren wurde der Betrieb eingestellt, jedoch existieren bis heute noch zehn der alten Turbinen, von denen die beiden ältesten 1901 gebaut wurden.

#### Lowell Manufacturing Company
Ebenfalls 1828 nahm die Lowell Manufacturing Company ihren Betrieb auf, um sogenannte Osnaburg-Stoffe (ein nach der deutschen Stadt Osnabrück benanntes, grobes Gewebe) sowie handgewebte Teppiche herzustellen. 1842 erhielt die Fabrik den ersten Kraftstuhl, und 1848 wurde der gesamte Betrieb auf die Herstellung von Teppichen umgestellt. 1914 wurde der Betrieb nach Thompsonville, Connecticut verlegt.

#### Suffolk Manufacturing Company
1831 wurde die Suffolk Manufacturing Company gegründet und stellte – ebenso wie die Appleton Company – Hemdenstoffe, Bettwäsche und Drillich her. Während des Sezessionskriegs litt das Unternehmen unter schlechtem Management und ging schließlich 1871 gemeinsam mit den gegenüberliegenden Tremont Mills in das Eigentum von Frederick Ayer und seinem Bruder über, die beide Teile fusionierten und als Suffolk and Tremont Mills weiterbetrieben. In den 1930er Jahren musste das Unternehmen jedoch das Geschäft aufgeben.

#### Lawrence Manufacturing Company
Die nach der gleichnamigen Bostoner Unternehmerfamilie benannte Lawrence Manufacturing Company wurde 1831 von William Appleton und Benjamin J. Nichols gegründet und produzierte 1848 bedruckte Stoffe, Bettwäsche und Hemdenstoffe mit einer Gesamtlänge von mehr als 12.000 km. 1864 wurde die Produktion um Trikotage und Maschenware erweitert, und 1885 umfasste der Maschinenpark des Unternehmens 2.360 Webstühle. Die Wochenproduktion betrug in diesem Jahr 388 km Stoffbahnen und 300.000 Einheiten Maschenware. Die an das Kanalsystem angeschlossenen Wasserturbinen erzeugten eine physikalische Leistung von 3500 PS, die ab dem Ende des 19. Jahrhunderts durch Dampfturbinen mit einer Leistung von 2700 PS ergänzt wurde.

#### Boott Mills
Die Boott Mills wurden 1835 von Abbott und Nathan Lawrence sowie John A. Lowell gegründet und nach dem ebenfalls in Lowell tätigen Unternehmer Kirk Boott benannt. Das Unternehmen produzierte 1848 9.600 km Drillich, feine Hemdenstoffe und sonstige bedruckte Stoffe und verfügte 1884 über 3.875 Webstühle. Die ursprünglichen Gebäude sind bis heute erhalten, ebenso wie jüngere Gebäude aus den 1860er Jahren.

#### Massachusetts Mills
Die Massachusetts Mills war die letzte große neu gegründete Textilfabrik in Lowell und nahm 1839 unter Abbott Lawrence und John A. Lowell ihren Betrieb auf. 1848 lag die Produktion bei 22.860 km Stoffbahnen, die in dieser Größenordnung bis in die 1940er Jahre hinein aufrechterhalten wurde, bevor das Unternehmen aufgelöst und in einen anderen Standort der Gruppe integriert wurde. Die ehemaligen Produktionshallen sind heute an eine Vielzahl von Unternehmen vermietet.

### Wasserwirtschaftliche Anlagen

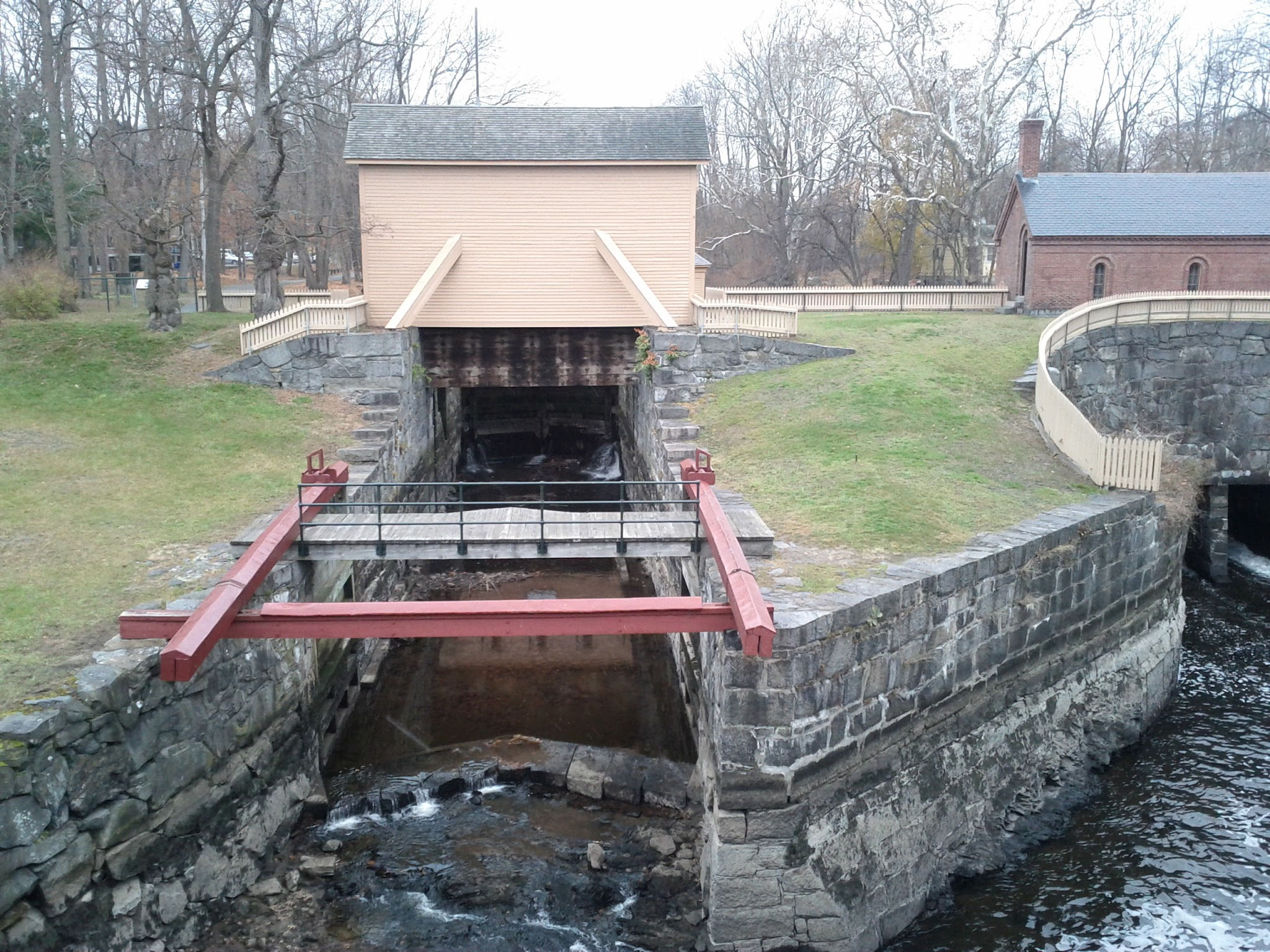
Das Great Gate am Pawtucket Canal, 2012

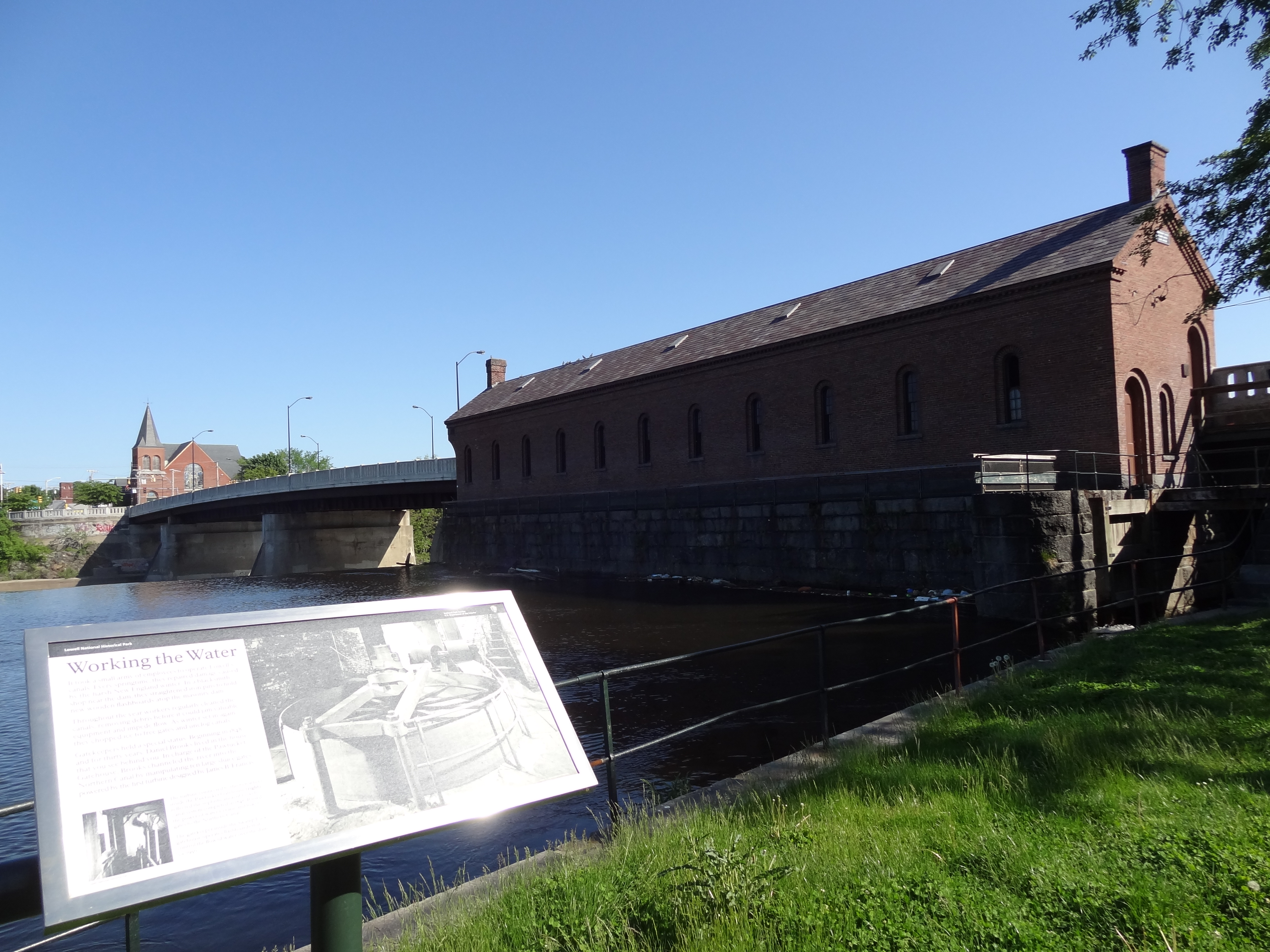
Das Pawtucket Gatehouse, 2012

Zum Historic District gehören eine Vielzahl wasserwirtschaftlicher Anlagen, die vor allem zur Regulierung der Durchflussmengen und zum Auffangen schwimmender Gegenstände wie etwa Treibholz benötigt wurden. Besonders hervorzuheben ist das 1850 fertiggestellte Fallgatter Great Gate, das von James B. Francis entworfen wurde und aus 26 Kanthölzern besteht, die jeweils 8 m lang und 40 cm breit sind. Es ist bis heute einsatzfähig und wurde in seiner Geschichte nur zwei Mal (1856 und 1936) heruntergelassen, um drohende Überflutungen zu verhindern.

## Historische Bedeutung
Die Lage Lowells am rechten Ufer des Merrimack River war der erste von zwei wesentlichen Faktoren in der Entwicklung der Stadt zu einem der ersten industriellen Zentren der Vereinigten Staaten. Der zweite Faktor bestand in der Unternehmergruppe um Nathan Appleton und Patrick Tracy Jackson, die zunächst in Waltham gemeinsam mit Francis Cabot Lowell und weiteren Persönlichkeiten mit der Waltham Manufacturing Company die erste moderne Fabrik der USA errichtet hatten. Lowell starb 1817, aber die anderen strebten nach einem neuen Unternehmen, das in der Lage sein sollte, feinere Stoffe als in Waltham herzustellen. Als Standort für die Merrimack Manufacturing Company wählten sie aufgrund der günstigen Lage zur Versorgung mit Wasserkraft das damalige East Chelmsford und heutige Lowell, das nach ihrem verstorbenen Geschäftspartner benannt wurde.
Die Kontrolle über den Fluss besaß zu dieser Zeit allerdings die 1792 mittels einer Charta gegründete Proprietors of the Locks and Canals on Merrimack River, die einen 2,7 km langen Kanal um die Wasserfälle Pawtucket Falls herum gebaut hatte, um den Fluss an dieser Stelle schiffbar zu machen und die Städte am Oberlauf über Newburyport mit dem Atlantischen Ozean zu verbinden. Der 1803 eröffnete Middlesex Canal jedoch eröffnete eine Direktverbindung vom Merrimack River bis nach Boston, sodass den Pawtucket Canal kaum noch ein Schiff befuhr, was wiederum dessen Betreiber in finanzielle Schwierigkeiten brachte. Im Herbst 1821 kaufte Kirk Boott, Vorstandssprecher der Appleton Group, Farm- und Ackerland auf beiden Seiten des Flusses und erwarb zudem die Aktienmehrheit der Kanalbetriebsgesellschaft. Bereits im Dezember desselben Jahres waren aufgrund seiner Aktivitäten die Grundstückspreise von 20 US-Dollar auf 4.300 Dollar pro Acre angestiegen, jedoch besaßen die Unternehmer bereits die wertvollsten Grundstücke und zudem die Kontrolle über die Proprietors of the Locks and Canals, in deren Vorstand ab diesem Zeitpunkt Boott,
Appleton und Jackson vertreten waren.
Nach und nach wurden das Kanalsystem ausgebaut und weitere Unternehmen angesiedelt. Die ideale Versorgung mit Wasserkraft und anderer Infrastruktur lockte die großen Textilhersteller von kleineren Flüssen in Rhode Island und im südlichen Massachusetts ins nördliche Neuengland, was Lowell in den Augen einiger Historiker zum „Manchester Amerikas“ machte.
Ihren Höhepunkt hatte die Textilindustrie in Lowell im Jahr 1918 mit einer Jahresgesamtproduktion im Wert von mehr als 73 Millionen US-Dollar (heute ca. 1.314.000.000 Dollar bzw. 3.496.000.000 Euro). Bereits 1890 hatte jedoch Fall River Lowell als führendes Textilzentrum abgelöst, und so zogen immer mehr Unternehmen aus der Stadt in andere Städte oder gaben ihren Betrieb auf. Dies ging auch einher mit aufgrund der beginnenden Elektrifizierung günstigeren Produktionsbedingungen an anderen Standorten sowie günstigeren Löhnen und kürzeren Transportwegen.